# ¿Quién contra nosotros?
¿Quién contra nosotros? es el décimo álbum del rapero cristiano Alex Zurdo, lanzado el 17 de agosto de 2018 por su sello AZ Music. Contó con la participación de Redimi2, Funky, Melvin Ayala, Marcos Witt, René González, Manny Montes, Gabriel Rodríguez EMC, Indiomar, GaVriel, Jaime Barceló, Natán El Profeta, Kike Pavón y el dúo Antonio & Joel. Los temas fueron producidos en su mayoría por Xerran, Ito y el mismo Alex Zurdo.
El álbum fue nominado en los Premios Grammy Latinos 2019 en la categoría "Mejor Álbum Cristiano en Español", asimismo, obtuvo en los Dove Awards en 2018 el reconocimiento de "Canción del Año en Español" por el sencillo "Sin ti", mientras que en 2019, se premió esta producción como "Álbum del Año en Español" y el tema «Mi GPS» estuvo nominada a canción en español del año. También, este álbum fue acreedor de "Mejor Álbum Urbano" en los Premios Arpa 2019.

## Promoción y lanzamiento
Previamente al lanzamiento del álbum, se comenzó a conocer desde finales de 2016, los sencillos «Lo mío no pasa», sencillo que logró un Premio AMCL en 2017 a Canción urbana del año, «Una nueva canción» junto a Kike Pavón, «Lo mío no pasa (versión salsa)» junto a Antonio & Joel, «Sin ti», «No cuenten conmigo», «Volveré» junto a Jaime Barceló (anteriormente, Jaime de León) y «Mi GPS» (este tema apareció en la página Billboard).
El álbum se lanzó el 17 de agosto de 2018, luego de su publicación, se promocionaron tres temas adicionales «¿Quién contra nosotros», «Todo lo puedo» en colaboración con Funky y «Cambiaste mi corazón». junto con sus vídeos oficiales. Para el tema «La Pasajera» con Indiomar y Gabriel Rodríguez EMC, se manejó un vídeo de letras lanzado el 28 de febrero de 2019.

### Vídeos musicales
| Año  | Título                               | Productor(s)                           |
| ---- | ------------------------------------ | -------------------------------------- |
| 2016 | «Lo mío no pasa»                     | Xerran                                 |
| 2017 | «Una nueva canción» (con Kike Pavón) | Xerran                                 |
| 2017 | «Sin ti»                             | Xerran y Emy Luziano                   |
| 2018 | «Volveré» (con Jaime Barceló)        | Xerran                                 |
| 2018 | «Mi GPS»                             | Xerran                                 |
| 2018 | «¿Quién contra nosotros?»            | Xerran                                 |
| 2018 | «Todo lo puedo» (con Funky)          | Xerran, Ito Martis, Funky y Alex Zurdo |
| 2018 | «Cambiaste mi corazón»               | Xerran                                 |

## Lista de canciones
| N.º     | Título                                                  | Productor (s)                          | Duración |  |
| 1.      | «¿Quién contra nosotros?»                               | Xerran y Alex Zurdo                    | 4:33     |  |
| 2.      | «No cuenten conmigo»                                    | Xerran                                 | 3:49     |  |
| 3.      | «Cambiaste mi corazón»                                  | Xerran e ITO Martis                    | 3:49     |  |
| 4.      | «Cuando se acaba la nota» (con Redimi2)                 | Los De La Fórmula                      | 3:27     |  |
| 5.      | «Todo lo puedo» (con Funky)                             | Xerran, ITO Martis, Funky y Alex Zurdo | 4:06     |  |
| 6.      | «Mi GPS»                                                | Xerran                                 | 3:44     |  |
| 7.      | «No hay pero va a sobrar» (con Marcos Witt)             | Xerran                                 | 4:30     |  |
| 8.      | «Mira mis ojos» (con Natan el Profeta)                  | Kaldtronik                             | 4:18     |  |
| 9.      | «Mi refugio» (con Manny Montes, Melvin Ayala y GaVriel) | Diamond El Científico y Xerran         | 4:11     |  |
| 10.     | «Nada me falta»                                         | Xerran                                 | 3:21     |  |
| 11.     | «Volveré» (con Jaime Barceló)                           | Xerran                                 | 3:54     |  |
| 12.     | «Pa' que oren»                                          | Xerran                                 | 3:29     |  |
| 13.     | «La pasajera» (con Indiomar y Gabriel Rodríguez EMC)    | Kaldtronik y Peter Altajerarquia       | 4:01     |  |
| 14.     | «Tiempo = Amor» (con René González)                     | Xerran                                 | 3:42     |  |
| 15.     | «No busques culpables»                                  | Kaldtronik                             | 3:37     |  |
| 16.     | «La vida vana»                                          | Maelo y Xerran                         | 3:53     |  |
| 17.     | «Sin ti»                                                | Emy Luziano y Xerran                   | 4:24     |  |
| 18.     | «Una nueva canción» (con Kike Pavón)                    | Xerran                                 | 3:46     |  |
| 19.     | «Lo mío no pasa»                                        | Xerran                                 | 4:13     |  |
| 20.     | «Lo mío no pasa (versión salsa)» (con Antonio & Joel)   | Xerran                                 | 4:10     |  |
| 1:18:57 |                                                         |                                        |          |  |

## Premios
| Año  | Premio                | Categoría                  | Trabajo nominado        | Resultado |
| ---- | --------------------- | -------------------------- | ----------------------- | --------- |
| 2018 | Dove Award            | Canción del Año en Español | «Sin ti»                | Ganador   |
| 2019 | Premios Grammy Latino | Álbum cristiano en español | «Quién contra nosotros» | Nominado  |
| 2019 | Dove Award            | Canción del Año en Español | "Mi GPS"                | Nominado  |
| 2019 | Dove Award            | Álbum cristiano en español | «Quién contra nosotros» | Ganador   |
| 2019 | Premios Arpa          | Mejor álbum urbano         | «Quién contra nosotros» | Ganador   |